# Charlotte Salomon
Charlotte Salomon, född 16 april 1917 i Berlin i Tyskland, död 10 oktober 1943 i Auschwitz, var en tysk målare.

## Biografi
Charlotte Salomon föddes som dotter till kirurgen Albert Salomon och hans hustru Franziska Grunwald och växte upp i en frisinnad judisk familj i stadsdelen Charlottenburg i Berlin. Efter moderns självmord år 1926 gifte fadern om sig med en sångerska och Salomon uppfostrades av olika barnflickor.
Hon gick på Fürstin-Bismarck-Gymnasium i Charlottenburg men  lämnade skolan 1933, året innan hon skulle ha tagit studentexamen, på grund av den antisemistiska stämningen. Hösten 1935 studerade  hon på prov på Vereinigten Staatsschulen für Freie und Angewandte Kunst och i februari 1936 antogs hon som ordinarie elev. Hon avbröt studierna år 1937 efter att ha fråntagits förstaplatsen i en tävling på skolan på grund av sin judiska bakgrund.

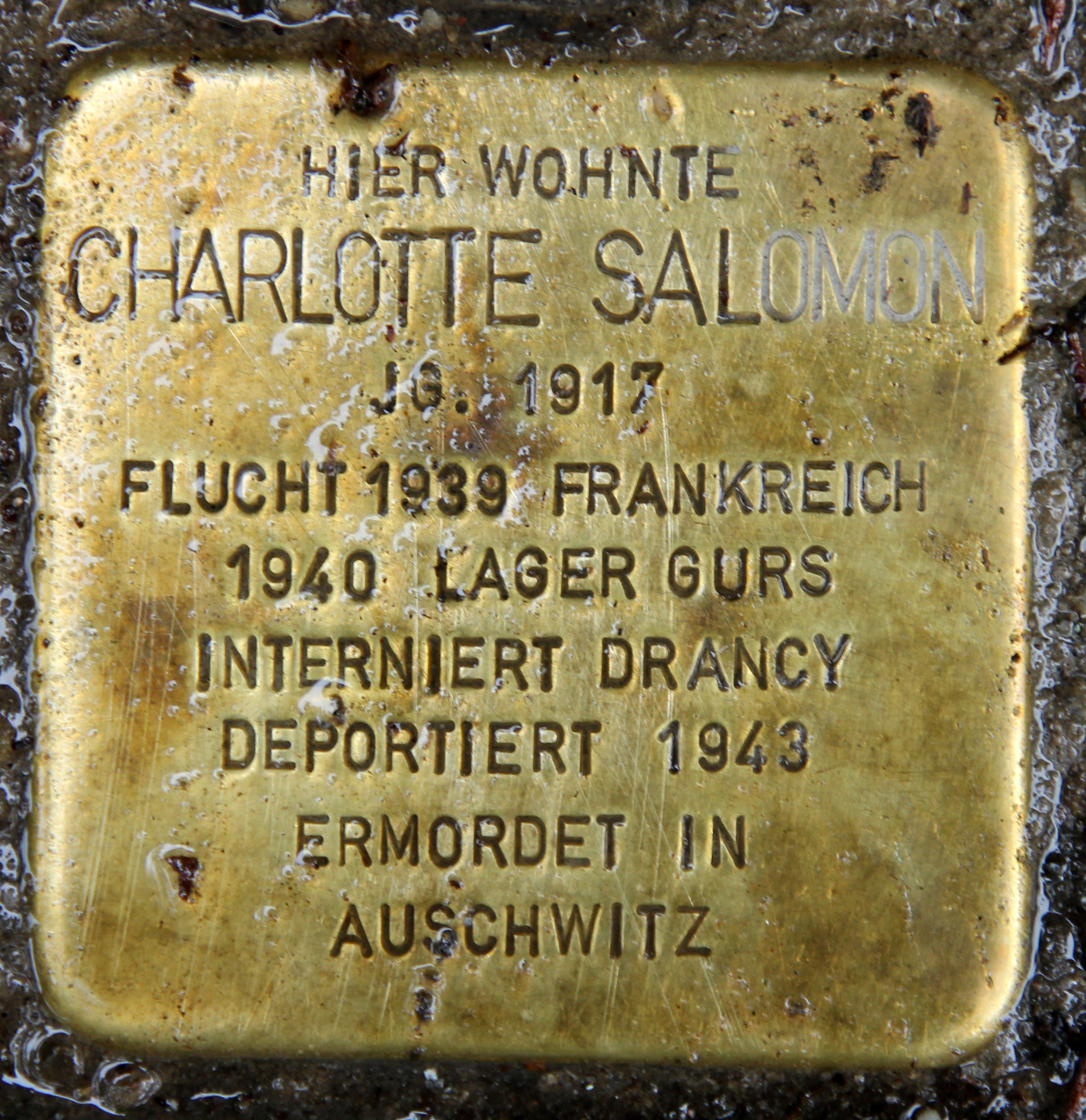
Snubbelsten i Berlin till minne om Charlotte Salomon.

I januari 1939 emigrerade Charlotte Salomon till Frankrike och bosatte sig i Villefranche-sur-Mer där hennes morföräldrar hade bott sedan 1934. När tyskarna ockuperade stora delar av Frankrike i juni 1940 internerades hon och morfadern i Camp de Gurs, men släpptes senare på grund av morfaderns höga ålder.
Påverkat av detta och av mormoderns självmord några månader tidigare drabbades hon av psykiska problem och tog, på inrådan av sin läkare, upp målningen igen. 
I juni 1943 gifte hon sig med Alexander Nagler som flytt från Österrike. Paret förråddes och greps den 24 september 1943 i Nice. De deporterades med tåg till koncentrationslägret Auschwitz, där den gravida Charlotte Salomon dödades den 10 oktober 1943 och maken avled den 2 januari 1944. 

## Eftermäle
Efter andra världskriget återfanns Charlotte Salomons  målningar, som hon hade lämnat till  en av sina vänner i Villefranche med orden "göm detta, det är hela mitt liv". De donerades senare av hennes far och styvmor till Joods Museum i Amsterdam.
Maria Modigs bok Måla sitt liv: Charlotte Salomons liv och konst (ISBN 978-91-986706-3-9), som utgavs 2022, är den första skildringen av Charlotte Salmons liv  som utgivits på svenska.